# Quararibea loretoyacuensis
Quararibea loretoyacuensis är en malvaväxtart som beskrevs av José Cuatrecasas. Quararibea loretoyacuensis ingår i släktet Quararibea och familjen malvaväxter. Inga underarter finns listade i Catalogue of Life.